# Генеалог
Генеалог (грч. genea – поколење, род; logos – наука) је родословац, познавалац (проучавалац) родословља. Да би утврдио учешће у наслеђу или, рецимо доказао нечије право на ношење племићке титуле, генеалог истражује порекло те особе и утврђује њене родбинске везе у току више генерација. Клијенти генеалога су правни заступници или појединци, који му се обраћају да би доказали нека своја права или титулу, а понекад, да би задовољили радозналост и дознали нешто о својим прецима. За то плаћају на основу утврђене тарифе. Генеалог може, осим тога, да тражи на сопствену иницијативу, наследнике неког веома богатог човека који је умро без тестамента и нема рођака за које се зна; ако их нађе, он добија одређени проценат од наслеђене суме. Генеалог мора да познаје међународно право; он тражи податке у националним, општинским, приватним или црквеним архивима. Његова истраживања воде га често у друге земље. 